# Prosoplus ventralis
Prosoplus ventralis là một loài bọ cánh cứng trong họ Cerambycidae.